# 4457 ван Гог
4457 ван Гог (4457 van Gogh) — астероїд головного поясу, відкритий 3 вересня 1989 року.
Тіссеранів параметр щодо Юпітера — 3,331.